# Rakie Ayola
Rakie Olufunmilayo Ayola est une actrice et productrice britannique née le 11 mai 1968 au Pays de Galles.
Elle est lauréate en 2021, du British Academy Television Award de la meilleure actrice dans un second rôle (BAFTA) pour sa performance dans le téléfilm Anthony, de Jimmy McGovern.
En 2023, elle reçoit le BAFTA de la meilleure actrice et le BAFTA Cymru (sa branche galloise) pour sa performance dans la série The Pact.

## Biographie

### Jeunesse
Rakie Ayola naît le 11 mai 1968 au Royaume-Uni,.
C'est en découvrant Barbra Streisand dans la première diffusion de Hello, Dolly! le 19 décembre 1976 qu'elle décide de faire carrière dans le spectacle.
Le professeur de théâtre de son école secondaire l'encourage à prendre des cours. Sa mère adoptive l'emmène alors chaque samedi au théâtre pour jeunes Orbit à Cardiff. Elle monte une troupe de théâtre à 13 ans, la Talent Amateur Dramatic Society. Elle joue notamment avec Eluned Morgan, dont le père, pasteur, leur donne accès à une salle de l'église pour les répétitions. Elle rejoint le South Glamorgan Youth Theatre et d'autres compagnies locales de théâtre amateur.
Au Royal Welsh College of Music and Drama, elle réalise qu'elle n'a pas la voix de Barbra Streisand et s'oriente vers le théâtre.

### Carrière professionnelle
Elle est lauréate en 2021, du British Academy Television Award de la meilleure actrice dans un second rôle (BAFTA) pour sa performance dans le téléfilm Anthony, de Jimmy McGovern.
En 2023, elle reçoit le BAFTA de la meilleure actrice et le BAFTA Cymru (sa branche galloise) pour sa performance dans la série The Pact.